# 亚沙尔·埃尔坎
亚沙尔·埃尔坎（土耳其語：Yaşar Erkan，1911年4月30日—1986年5月18日），土耳其男子摔跤运动员。他曾代表土耳其参加1936年夏季奥林匹克运动会摔跤比赛，获得男子古典式次轻量级金牌。